# Campylocheta albiceps
Campylocheta albiceps là một loài ruồi trong họ Tachinidae.